# Bogdan Pęk
Bogdan Marek Pęk (ur. 8 kwietnia 1953 w Krakowie) – polski polityk i zootechnik, poseł na Sejm II, III i IV kadencji, deputowany do Parlamentu Europejskiego VI kadencji, senator VIII kadencji.

## Życiorys

### Wykształcenie i praca zawodowa
Ukończył Technikum Rolnicze w Czernichowie, a w 1979 studia na Wydziale Zootechnicznym Akademii Rolniczej w Krakowie.
W 1979 został zatrudniony jako specjalista w Wojewódzkiej Dyrekcji Rozbudowy Miast w Krakowie. Następnie pracował w Okręgowym Przedsiębiorstwie Przemysłu Mięsnego. Od 1980 do 1985 był kierownikiem tuczarni trzody chlewnej. Kierował tuczarnią znajdującą się w znacjonalizowanym dworze w Tomaszowicach. Od 1985 do 1990 pełnił funkcję prezesa Spółdzielni Kółek Rolniczych w Zielonkach.
W 1999 wszedł w skład rady programowej Muzeum Etnograficznego w Krakowie. Członek Polskiego Związku Łowieckiego i Polskiego Związku Wędkarskiego.

### Działalność polityczna
Na początku lat 80. był wiceprzewodniczącym NSZZ „Solidarność” w Krakowskich Zakładach Mięsnych. Od 1984 należał do Zjednoczonego Stronnictwa Ludowego. W latach 1986–1990 zasiadał w Gminnej Radzie Narodowej Zielonek.
Od 1992 do 2000 pełnił funkcję prezesa zarządu wojewódzkiego Polskiego Stronnictwa Ludowego w Krakowie, a w latach 1996–1997 także wiceprezesa PSL. Zasiadał również w Radzie Naczelnej PSL. Od 1998 do 2001 był radnym sejmiku małopolskiego I kadencji, mandat uzyskał z listy koalicji Przymierze Społeczne. W październiku 2002 odszedł z PSL, a następnie przystąpił do Ligi Polskich Rodzin. W październiku 2003 objął funkcję wiceprezesa tej partii. W 2005 opuścił LPR i zajął się tworzeniem nowej partii wspólnie z Zygmuntem Wrzodakiem. W marcu 2006 został wybrany na prezesa partii Forum Polskie, którą niespełna pół roku później wykreślono z ewidencji partii politycznych.
W latach 1993–2004 sprawował mandat posła II, III i IV kadencji; mandat uzyskiwał z ramienia PSL z listy ogólnopolskiej oraz w okręgach krakowskich: nr 21 i nr 13). Sprawował funkcję przewodniczącego parlamentarnych komisji ds. prywatyzacji (1993–1994), ds. lustracji (1995–1997) oraz wiceprzewodniczącego Komisji Skarbu Państwa (1997–2001) i Komisji ds. Instytutu Pamięci Narodowej (1997–2001).
W wyborach do Parlamentu Europejskiego w 2004, otrzymawszy 105 417 głosów, zdobył mandat deputowanego. W PE należał do frakcji Niepodległość i Demokracja, następnie przeszedł do Unii na rzecz Europy Narodów. Brał udział w pracach Komisji Wolności Obywatelskich, Sprawiedliwości i Spraw Wewnętrznych oraz Komisji Rolnictwa i Rozwoju Regionalnego, a także delegacji ds. współpracy Unii Europejskiej z Chińską Republiką Ludową i delegacji ds. współpracy Unii Europejskiej z Białorusią. Był też zastępcą członka Komisji Spraw Konstytucyjnych.
Od 2008 do 2009 był wiceprezesem partii Naprzód Polsko. W kwietniu 2009 został kandydatem Prawa i Sprawiedliwości w wyborach do Parlamentu Europejskiego w okręgu małopolsko-świętokrzyskim. Nie uzyskał ponownie mandatu eurodeputowanego.
W listopadzie 2010 przystąpił do Prawa i Sprawiedliwości. W wyborach samorządowych w tym samym roku został kandydatem z ramienia tej partii do sejmiku małopolskiego. Otrzymał 7041 głosów, zdobywając mandat.
W wyborach parlamentarnych w 2011 został wybrany z ramienia PiS do Senatu w okręgu podkrakowskim. Bez powodzenia kandydował w wyborach do Parlamentu Europejskiego w 2014. Nie wystartował w kolejnych wyborach parlamentarnych w 2015.
W sierpniu 2016 został członkiem rady nadzorczej Banku Pocztowego; zrezygnował z tej funkcji jeszcze w tym samym roku. W 2018 powrócił w skład sejmiku małopolskiego na okres VI kadencji. Wystartował z ramienia PiS do Sejmu w wyborach w 2019 oraz 2023. W 2024 utrzymał mandat radnego sejmiku na kolejną kadencję.

## Odznaczenia
W 1986 został odznaczony Brązowym Krzyżem Zasługi.

## Życie prywatne
Jest żonaty, żona Barbara została architektem. Ma dwoje dzieci, w tym syna Marka.